# Морозовское городское поселение (Ростовская область)
Моро́зовское городско́е поселе́ние — городское поселение, входящее в состав Морозовского района Ростовской области.
Административный центр поселения — город Морозовск.

## История
Поселение основано в 1910 году как станица Таубевская Второго Донского округа Области Войска Донского. Станица была названа в честь наказного войскового атамана, немца по происхождению, барона Фёдора Фёдоровича Таубе. Основанию станицы Таубевской предшествовало строительство (с 1898 года по 1900 год) железнодорожной ветки «Лихая — Царицын». Крупнейшей на этом участке стала станция Морозовская (названная по ближайшему хутору Морозовскому). Кроме паровозного депо и других железнодорожных служб рядом вырос железнодорожный поселок.  С поселком слились разросшиеся хутора Басов и Любимов.

## Административное устройство
В состав Морозовского городского поселения входит:
- город Морозовск.

## Население
| 2009    | 2010    | 2012    | 2013    | 2014    | 2015    | 2016    | 2017    | 2018    |
| ------- | ------- | ------- | ------- | ------- | ------- | ------- | ------- | ------- |
| 28 248  | ↘27 642 | ↘27 372 | ↘27 007 | ↘26 664 | ↘26 290 | ↘25 830 | ↘25 467 | ↘25 198 |
| 2019    | 2020    | 2021    |         |         |         |         |         |         |
| ↘24 822 | ↘24 575 | ↘24 258 |         |         |         |         |         |         |

## Достопримечательности
- Мемориальный крест-камень в память о геноциде армян в Западной Армении в 1894—1923 годах и славным русским воинам, казакам, отдавшим свои жизни за освобождение Армении[14].
- Стелла Китайцам-коммунистам, помогавшим большевикам в становлении советской власти в Морозовске.
- Памятник, напоминающий о геноциде фашистскими войсками местных жителей и расстреле в один день сразу несколько деревень Морозовского района.
- Памятный знак труженикам тыла.
- Памятник в честь сорокалетия победы советского народа над немецко-фашистским захватчиком — самолёт Миг-21.
- Памятник воинам горячих точек[15].
- В Морозовске находится действующая Православная церковь Рождества Пресвятой Богородицы (г. Морозовск, ул Ленина, 67). В начале XX века население станицы очень быстро росло. Покровская церковь, находящаяся на станции Морозовская, стала тесной для прихожан. В апреле 1912 года на сборе жителей станицы Таубевской было решено строить новый храм[1].

На собрании присутствовало 66 членов, было вынесено решение о строительстве православной станичной церкви. Войсковой Земельный совет выделил на строительство 30 000 рублей, выделено 500 десятин земли. Было решено ходатайствовать перед Донским Архиепископом о назначении в станицу Таубевская настоятеля.
В октябре 1912 года Областное Правление войска Донского разрешило строительство, при этом вместе с храмом предполагалось построить причтовый дом с надворными службами и здание церковно-приходской школы. Строился храм по проекту Фомина Константина Ивановича. Строительство завершилось за полтора года. Однако построенный храм покрылся трещинами — фундамент дал осадку. В 1914 году инженер осматривал церковь и решил, что трещины не опасны и нет препятствий для открытия храма. 25 апреля 1915 года состоялось освящение храма. Храм освящен в честь Рождества Пресвятой Богородицы.
Чин освящения храма по благословению Высокопреосвященнейшего Митрофана, Архиепископа Донского и Новочеркасского совершил священник Григорий Кравченков. 20 декабря 1915 года был открыт приход с причтом. В приходе состояло около полутора тысяч прихожан.
Церковь действовала до середины 1930-х годов. Рядом ней был построен военный городок и церковь оказалась на его территории. Так храм простоял до конца 40-х годов. На нём была разрушена колокольня, разобран четверик над храмовой частью. В конце концов храм обустроили под воинский склад.
В 2001 году началось восстановление храма. В это время храм находился в собственности Министерства обороны Российской Федерации. Была восстановлена колокольня, свод трапезной храма. Установлены новые колокола, которые были изготовлены в городе Воронеже. Главный колокол имеет вес 1250 кг.
- Церковь Покрова Пресвятой Богородицы (г. Морозовск, улица Пастухова, 80)[16]. Святынями храма являются: икона Священномученика Николая Попова с частицей мощей, икона Матроны Московской с частицей мощей, икона Покров Пресвятой Богородицы.

- Рядом с железнодорожной станции можно увидеть памятник Паровозу.
- В городе есть мемориалу память павшим воинам Советской армии и землякам, которые погибли в годы Великой Отечественной войны.